# Beta Band
De Beta Band was een Britse popgroep, die actief was tussen 1997 en 2004. De groep, afkomstig uit Edinburgh, bestond uit zanger Stephen Mason, drummer Robin Jones, en DJ/sampler John Maclean. Later kwam ook bassist Richard Greentree bij de groep. Hun muziekstijl was een combinatie van folk, rock, trip hop en experimenteel jamming. De band slaagde er echter niet in groot commercieel succes te behalen.
Tussen 1997 en 1999 bracht de groep drie ep's uit. In 1999 volgde dan de eerste cd: The Beta Band. De band kraakte de cd na de release echter zelf af. Meer tevreden waren ze over Hot Shots II, die in 2001 uitkwam. Tijdens die tournee waren ze de support act van Radiohead. 
In 2004 kwam hun laatste plaat uit: Heroes to Zeroes. In 2005 volgde nog een live-compilatie maar dan hield de groep het voor bekeken. De groep had een psychedelische sound (met Pink Floyd-invloeden) waarbij ze van veel samples gebruik maakten.